# Leyendas sobre el origen del ajedrez

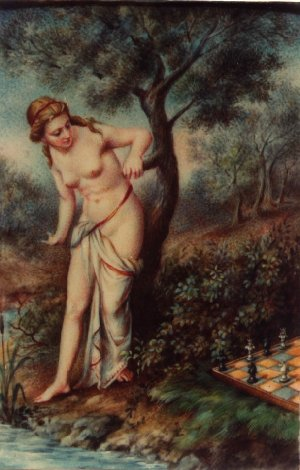
Caissa es una dríade griega venerada como la musa del ajedrez.

Los datos más o menos ciertos sobre el origen del ajedrez son muy recientes. Hasta mediados del siglo XX eran aceptados, con sus dudas. Todas las grandes civilizaciones conocieron juegos de mesa, que muchos tienden a identificar con el ajedrez. Todos los pueblos poseen juegos tradicionales sobre tablero, que incluso se dibujan en la tierra. En muchas tumbas egipcias se han encontrado frescos en el que se representan juegos de tablero con piezas que pueden asemejarse a las del ajedrez, aunque desconocemos sus reglas. Incluso se han encontrado figuras que podrían evocar piezas del ajedrez. Se han encontrado tableros de treinta casillas y doce fichas, y otros de ciento cuarenta y cuatro casillas y cuarenta y ocho piedrecitas para jugar. Solían ser más largos que anchos, y las casillas era todas del mismo color.

Durante mucho tiempo se creyó en el origen griego del ajedrez, por culpa de una ánfora en la que aparecen dos guerreros (Aquiles y Áyax) jugando sobre un tablero. Quien quiso verlo dijo que estaban jugando al ajedrez, aunque no es posible decir a qué están jugando. 

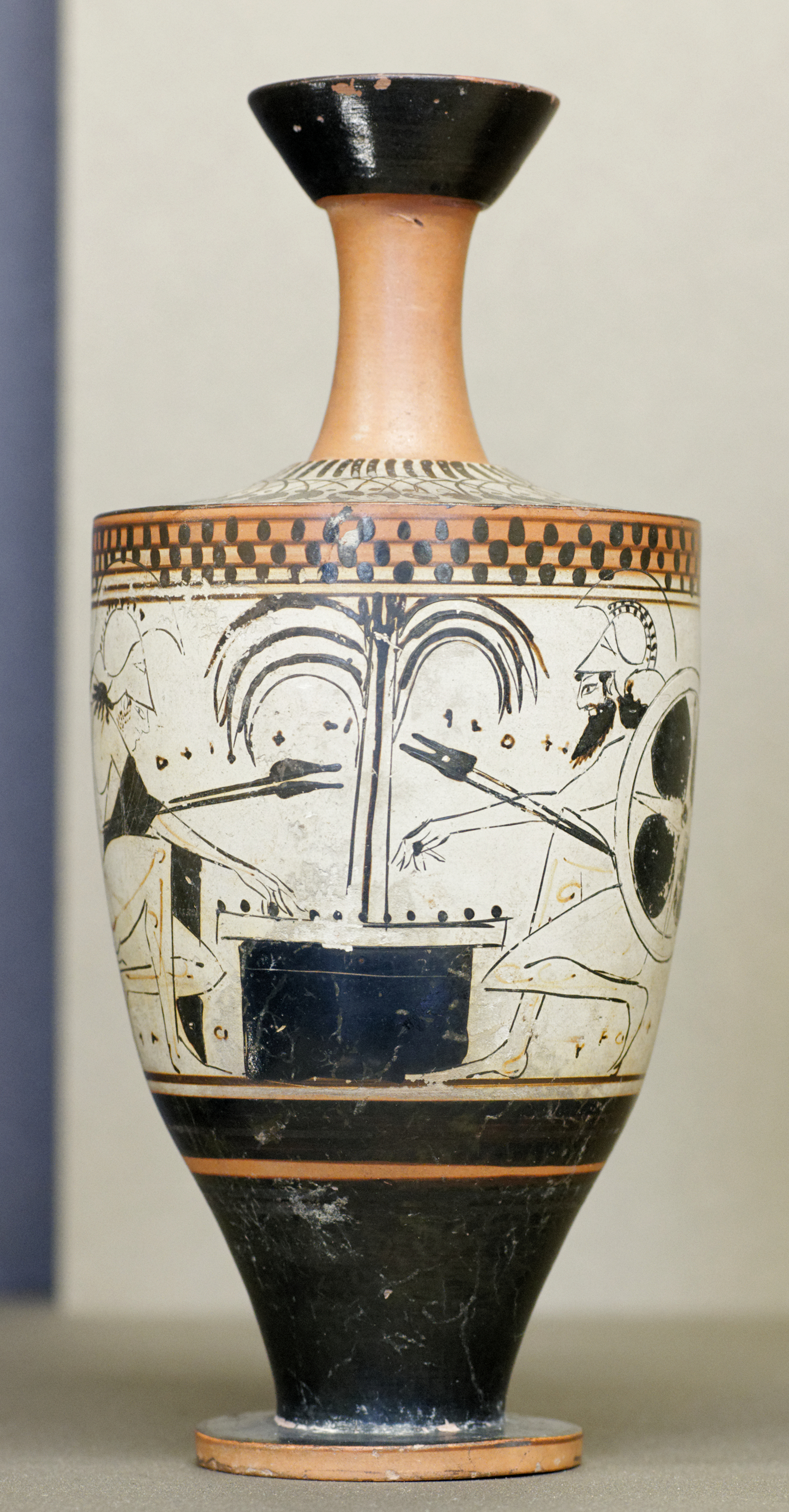
Lecito de circa 500 a.c mostrando la escena en que Aquiles y Ajax están jugando sobre un juego de tablero. No se puede decir de que juego se trata.

La leyenda atribuye a Palamedes, hijo del rey de Eubea y sobrino de Poseidón, la invención del ajedrez durante el sitio de Troya. El sitio de Troya duró muchos años y durante los ratos de aburrimiento, que debían ser muchos, para entretener a la tropa Palamedes inventaba cosas. Se le atribuye la invención de las letras, la numeración decimal, el sistema de pesos y medidas griego y los dados. Durante el siglo XVI los italianos mantenían que el ajedrez había sido inventado por los griegos mientras que los españoles aseguraban que lo habían inventado los persas, sus «mortales enemigos». En el libro de Jacobo de Cessolis se recogen alguna de estas leyendas.
Marcus Hirónymus Vida, obispo de Alba (1485-1556) escribió en el año 1513 un poema «Scachia ludus» en el que se describen las bodas de Océano y Gea y en el que se representa el nuevo juego del ajedrez, para los dioses del Olimpo.
En 1763 el orientalista británico sir William Jones eligió a la ninfa Caissa como musa del ajedrez.
También se ha atribuido la invención del ajedrez a los babilonios y a los chinos. Los chinos, concretamente en los años 204-203 a. C. por Han Xin, un líder militar, para dar a sus tropas algo para hacer durante el campamento de invierno. El juego chino de los elefantes (Xiang Qi) deriva del chaturanga y los transmitieron a Corea y Japón. Se juega sobre un tablero cuadrado. Posee una zona neutral: el río fronterizo. El río simboliza una frontera defensiva. Los elefantes no pueden cruzar el río. Además los peones pueden moverse de lado al cruzar el río. No existe la promoción del peón pero adquieren la cualidad de moverse de lado. Se juega con fichas planas y redondas, que se colocan en las intersecciones de las casillas, en las que están escritas las figuras que representan: el general (en rojo) y el capitán (en verde) son el rey, el consejero (en rojo) es el ministro, el elefante (en rojo) y el canciller (en verde) son el general, el caballo (en rojo), el carro (en rojo), el cañón (en rojo), y los soldados (en rojo o en verde) que capturan de frente, y no en diagonal. El ajedrez coreano también tiene río. Se juega en un tablero de 9 x 10. El elefante sí puede pasar el río, y los peones pueden moverse de lado desde el principio. Se defiende con argumentos muy serios que el origen del ajedrez está en la China. Los chinos afirman que la reglas modernas del ajedrez chino fueron formuladas durante la dinastía Song, hacia el año 1.000 d. C. En China el ajedrez chino es mucho más popular que el ajedrez entre nosotros, lo que lo podría convertir en un juego más practicado.
En Japón da el Shōgi, o juego de los generales, que no se debe confundir con el go, que es el auténtico juego popular de Japón. El Shogi se juega en un tablero de 9 x 9, y cada jugador dispone de veinte fichas de ocho formas distintas, que se disponen en tres filas. El go parece ser un juego más antiguo que el chaturanga, y pudo ser un antecedente de juego sobre tablero. Aunque es muy diferente del ajedrez. La torre se desdobla en dos piezas, la lanza, que puede mover de frente pero no a los lados, y la torre que puede mover de frente y para los lados pero no para atrás. El caballo se mueve como el nuestro, pero solo hacia delante. El elefante se desplaza una o dos casillas hacia delante y una hacia atrás, en diagonal, y también una de frente hacia delante. Los peones capturan de frente, y no en diagonal.
Las leyendas son innumerables y a casi cualquier personaje mítico de la antigüedad se le cuelga la invención del ajedrez. Incluso al rey Arturo se le atribuye el invento del juego. En el siglo XIX el que España e Inglaterra estuvieran gobernadas por dos grandes reinas (Isabel II y Victoria I, respectivamente) se tomó como una metáfora del juego del ajedrez. No obstante el pensamiento liberal prefirió al peón, que al llegar a la última fila se podía convertir en cualquier pieza, excepto en rey. 